# Титовка (река)
Титовка (рус. Титовка, фин. Vaalesjoki) река је која протиче преко северозападних делова Мурманске области, на крајњем северозападу европског дела Руске Федерације. Свој ток започиње као отока маленог ледничког језера Кошкајавр на подручју Кољског рејона. Тече у смеру североистока и након 83 km тока улива сеу Мотовски залив Баренцовог мора. Површина слвног подручја реке Титовке је 1.320 km². Најважнија притока је река Валасјоки. Карактерише је углавном нивални режим храњења.
Данас долина реке Титовке представља део административне границе између Кољског и Печенгшког рејона, док је у периоду 1920−1940. представљала државну границу између Совјетског Савеза и Финске.